# Stupa di Chaukhandi

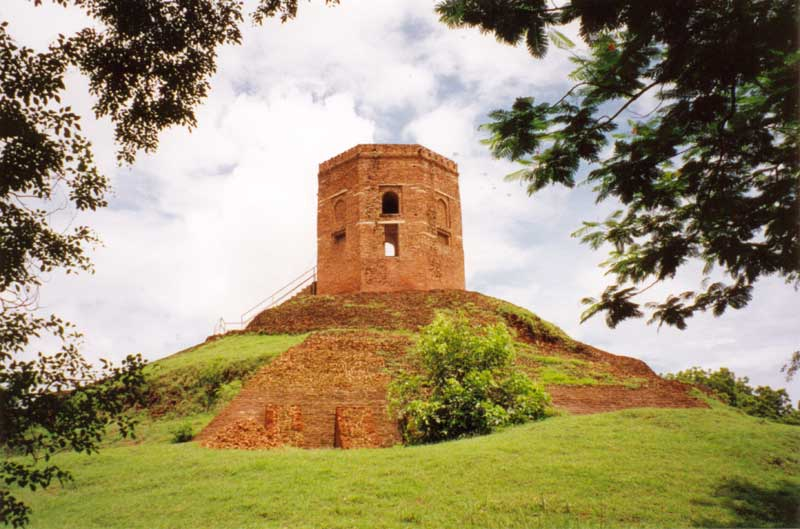
Chaukhandi Stupa

Lo stupa di Chaukhandi è un importante luogo di culto buddhista situato a Sarnath, circa 13 km da Varanasi. Lo stupa è una meta di pellegrinaggio per i buddhisti ed è usato anche come reliquiario.

## Storia
Lo stupa fu costruito nel periodo Gupta, vale a dire all'incirca nel IV o VI secolo d.C. e in origine era strutturato come un tempio dotato di molte terrazze. Fu eretto in questo luogo per ricordare il passaggio del Buddha, in seguito un uomo di nome Govardhan, figlio del Raja decise di ristrutturare la costruzione dandole l'aspetto di una torre ottagonale in onore della visita di Humayun, l'imperatore Moghul.